# Steve Turner
Steve Turner (* 28. března 1965) je americký kytarista, známý především díky svému působení v grungeové skupině Mudhoney. Jeho první skupina se jmenovala The Ducky Boys. Po rozpadu této kapely Turner hrál s Markem Armem v kapele Mr. Epp and the Calculations, o které Arm hovoří jako o „nejhorší kapele na světě“. Později stál Turner u zrodu skupiny Green River a po jejím rozpadu založil s Armem a Danem Petersem Mudhoney, kde působí dodnes.